# 扎莫日內 (日托米爾州)
50°15′30″N 28°17′1″E / 50.25833°N 28.28361°E
扎莫日內（烏克蘭語：Заможне），是烏克蘭中部的城鎮，隸屬日托米爾州日托米爾區，始建於十九世紀，面積1.98平方公里，海拔高度236米，2001年人口347，人口密度每平方公里175.61人。